# 7월 13일

## 사건
- 1573년 - 네덜란드 독립 전쟁(80년 전쟁): 할렘의 포위가 칠개월만에 끝나다.
- 1863년 - 뉴욕 징병거부 폭동이 발생하다. ( ~ 7월 16일)
- 1953년 - 마오쩌둥, 금성전투를 개시하다.

## 문화
- 1920년 - 조선체육회(대한체육회의 전신)가 설립되었다.
- 1930년 - 첫 FIFA 월드컵이 우루과이에서 개최되었다.
- 1990년 - 서울 지하철 3호선 지축역 ~ 구파발역 구간 개통과 함께 영업 개시되었다.
- 2010년 - 마이크로소프트가 윈도우 2000과 윈도우 XP 서비스팩 2의 지원을 종료하였으며, 이와 동시에 윈도우 서버 2003, 윈도우 서버 2003 R2의 메인스트림 지원을 종료되었다.
- 2014년
  - 2014년 FIFA 월드컵이 브라질에서 폐막하다. (UTC−03)
  - 크로아티아 코프리브니차에서 주니어 핸드볼 세계 선수권 대회에서 대한민국이 러시아를 34대 27로 물리치고 우승하였다.
  - 브라질 월드컵 결승전에서 독일이 아르헨티나를 1대 0으로 이겨 24년만에 우승하였다.
  - KBS 1TV 도전! 골든벨에서 전북여자고등학교 김희주(3학년)학생이 제100대 골든벨에 등극하여 100대 금자탑 달성.

## 탄생
- 1527년 - 영국의 수학자 존 디. (~1609년)
- 1534년 - 조선의 제13대 국왕 명종. (~1567년)
- 1590년 - 제239대 로마의 교황 교황 클레멘스 10세. (~1676년)
- 1608년 - 신성 로마 제국의 황제 페르디난트 3세. (~1657년)
- 1798년 - 러시아의 황제 니콜라이 1세의 황후 샤를로테 폰 프로이센 왕녀. (~1860년)
- 1821년 - 남북전쟁기의 미국 군인 네이선 베드퍼드 포러스트. (~1877년)
- 1831년 - 조선의 제25대 임금 철종. (~1864년)
- 1841년 - 오스트리아의 건축가 오토 바그너. (~1918년)
- 1861년 - 룩셈부르크의 대공비 포르투갈 인판타 마리아 아나. (~1942년)
- 1900년 - 조선민주주의인민공화국의 배우 배운성. (~1978년)
- 1917년 - 대한민국의 배우 김승호. (~1968년)
- 1923년
  - 대한민국의 의학자 권이혁. (~2020년)
  - 대한민국의 희극인 김희갑. (~1993년)
- 1927년 - 프랑스의 법조인, 정치인 시몬 베유. (~2017년)
- 1929년 - 대한민국의 법조인 김형기. (~2023년)
- 1930년 - 대한민국의 비전향 장기수 김익진. (~2008년)
- 1932년 - 덴마크의 작곡가 페르 뇌고르. (~2025년)
- 1935년
  - 프랑스의 작가 모니크 비티그. (~2003년)
  - 중국의 역사학자 추시구이. (~2025년)
- 1938년 - 독일의 배우, 영화감독 미하엘 페어회벤. (~2024년)
- 1940년 - 잉글랜드의 배우 패트릭 스튜어트.
- 1941년
  - 대한민국의 만화가 윤준환. (~2024년)
  - 미국의 영화배우 로버트 포스터. (~2019년)
  - 우루과이의 제36대 대통령 루이스 알베르토 라카예.
- 1942년 - 미국의 배우 해리슨 포드.
- 1946년 - 대한민국의 가수 장미화.
- 1947년 - 영국의 왕비 영국 왕비 카밀라.
- 1949년 - 대한민국의 정치인, 노동운동가 단병호.
- 1950년 - 러시아의 정치인 빅토르 체르케소프. (~2022년)
- 1953년 - 대한민국의 테니스 선수 이덕희.
- 1960년 - 불가리아의 권투 선수 이바일로 마리노프.
- 1962년
  - 대한민국의 법조인 김기정.
  - 미국의 성우 톰 케니.
- 1963년
  - 미국의 성우 샌디 폭스.
  - 스페인의 가수 알라스카.
  - 일본의 작가, 게임 디자이너 미즈노 료.
- 1964년
  - 대한민국의 가수 유승범.
  - 일본의 영화 감독 아오야마 신지.
- 1965년
  - 대한민국의 정치인 오은미.
  - 일본의 가수 나카모리 아키나.
  - 미국의 작가 스콧 스미스.
- 1967년 - 이탈리아의 디스크 자키 베니 베나시.
- 1968년
  - 미국의 배우 로버트 갠트.
  - 일본의 성우 미나미 오미.
- 1969년
  - 한국 계 미국인 배우 켄 정.
  - 대한민국의 산악인 김창호.
- 1970년 - 대한민국의 가수 서주경.
- 1971년 - 대한민국의 의원 이미영.
- 1973년
  - 대한민국의 야구 선수 박주언.
  - 스페인의 축구 선수 로베르토 마르티네스.
- 1974년 - 대한민국의 미술인, 서양화가 김진.
- 1976년 - 핀란드의 사격 선수 마르코 켐파이넨.
- 1977년 - 대한민국의 전 야구 선수 표성대.
- 1978년 - 미국의 레즈 선수 라이언 루드윅.
- 1979년
  - 대한민국의 래퍼 이재진 (젝스키스).
  - 아르헨티나의 전 축구 선수 다니엘 디아스.
  - 대한민국의 야구 선수 서승화.
- 1981년 - 일본의 스모 선수 기무라야마. (~2024년)
- 1982년
  - 대한민국의 야구 선수 추신수.
  - 대한민국의 배우 지서윤.
  - 푸에르토 리코의 야구 선수 야디에르 몰리나.
- 1983년
  - 대한민국의 야구 선수 박희수.
  - 중화인민공화국의 허들 선수 류샹.
  - 이탈리아의 사격 선수 디아나 바코시.
- 1984년
  - 대한민국의 야구 선수 이성열.
  - 일본의 성우 겸 배우, 가수 요시다 히토미.
  - 미국의 프로레슬링 선수 제이콥 크리스트.
- 1985년
  - 대한민국의 가수 미유 (HAM).
  - 멕시코의 축구 선수 기예르모 오초아.
- 1986년
  - 대한민국의 가수 서유호.
  - 튀르키예의 복싱 선수 야쿠프 클르치.
- 1987년
  - 대한민국의 가수, 배우 지혁 (슈퍼노바).
  - 대한민국의 야구 선수 백정현.
  - 대한민국의 농구 선수 이경은.
- 1988년 - 대한민국의 가수 조아람.
- 1989년
  - 일본의 가수 미치시게 사유미 (모닝구무스메).
  - 대한민국의 래퍼 진온 (포커즈).
  - 대한민국의 희극인 한다혜.
  - 대한민국의 성우 강은애.
  - 대한민국의 기업인 김승현.
  - 대한민국의 축구 선수 김민수.
  - 대한민국의 축구 선수 김동진.
- 1990년
  - 대한민국의 희극인 리리코.
  - 대한민국의 뮤지컬 배우 장동혁.
  - 대한민국의 전직 리그 오브 레전드 프로게이머 에이콘.
- 1991년
  - 미국의 야구 선수 타일러 스캐그스. (~2019년)
  - 태국의 배우, 모델 앙수말린 신팟라삭메타.
- 1992년 - 대한민국의 전 축구 선수 이승민.
- 1993년
  - 대한민국의 가수 우유.
  - 일본의 배우, 패션 모델 논.
- 1994년
  - 일본의 아나운서 쿠지 아키코.
  - 일본의 아이돌 카미에다 에미카.
- 1995년
  - 대한민국의 가수 문빛.
  - 대한민국의 희극인 이정인.
  - 미국의 야구 선수 코디 벨린저.
  - 오스트레일리아의 농구 선수 단테 엑섬.
- 1997년 - 대한민국의 가수 백예빈 (다이아).
- 1998년
  - 대한민국의 야구 선수 김정호.
  - 우즈베키스탄의 유도 선수 디요라 켈디요로바.
- 2000년 - 대한민국의 가수 혜진.
- 2003년 - 미국의 배우 와이엇 올레프.
- 2007년 - 스페인의 축구 선수 라민 야말.
- 2010년 - 대한민국의 아역 배우 김수형.
- 2011년 - 대한민국의 배우, 모델 김건우.

## 사망
- 574년 - 제61대 로마의 교황 교황 요한 3세. (?~)
- 1024년 -  신성 로마 제국 황제로서 오토 왕가의 다섯 번째이자 마지막 왕 하인리히 2세. (973년~)
- 1896년 - 독일의 화학자 아우구스트 케쿨레. (1829년~)
- 1921년 - 프랑스의 물리학자 가브리엘 리프만. (1845년~)
- 1951년 - 오스트리아의 작곡가 아르놀트 쇤베르크. (1874년~)
- 1954년 - 멕시코의 초현실주의 화가 프리다 칼로. (1907년~)
- 1970년 - 중화민국의 군벌 성스차이. (1895년~)
- 1995년 - 대한민국의 교육자 겸 사회사업가 박찬주. (1914년~)
- 2008년 - 폴란드의 역사가, 정치인 브로니스와프 게레메크. (1932년~)
- 2012년 - 미국의 영화 제작자 리처드 D. 재넉. (1934년~)
- 2017년
  - 중화인민공화국의 작가 류샤오보. (1955년~)
  - 미국의 수학자 노던 존슨. (1930년~)
- 2019년 - 대한민국의 제주특별자치도의원 윤춘광. (1952년~)
- 2020년
  - 대한민국의 연출가 박철. (1938년~)
  - 미국의 전자공학자 그랜트 이마하라. (1970년~)
  - 남아프리카 공화국의 진지 만델라. (1960년~)
- 2021년 - 대한민국의 축구 선수 차기석. (1986년~)
- 2022년 - 프랑스의 영화배우 샤를로트 발랑드레. (1968년~)
- 2024년
  - 미국의 영화배우 섀넌 도허티. (1971년~)
  - 미국의 피트니스 강사, 영화배우 리처드 시먼스. (1948년~)
  - 미국의 영화배우, 성우 제임스 시킹. (1934년~)
  - 미국의 암살자 토머스 매슈 크룩스. (2003년~)
- 2025년 - 나이지리아의 제15대 대통령 무하마두 부하리. (1942년~)

## 기념일
- 건국의 날: 몬테네그로

## 같이 보기
- 전날: 7월 12일 다음날: 7월 14일 - 전달: 6월 13일 다음달: 8월 13일
- 음력: 7월 13일
- 모두 보기